# كولومبوس (أوهايو)
كولومبوس (بالإنجليزية: Columbus) هي عاصمة ولاية أوهايو الأمريكية وأكبر مدينة فيها. وترتيبها الرابع عشر من حيث السكان في الولايات المتحدة،  حيث بلغ عدد سكانها 860,090 نسمة في عام 2016. وهذا يجعل كولومبوس ثالث أكبر عاصمة ولاية في الولايات المتحدة، وثاني أكبر مدينة في الغرب الأوسط بعد شيكاغو. وهي المدينة الأساسية في منطقة كولومبوس، أوهايو العمرانية التي تضم عشر مقاطعات. ويبلغ عدد سكانها 2,021,632 نسمة، وهي ثالث أكبر منطقة حضرية في أوهايو.

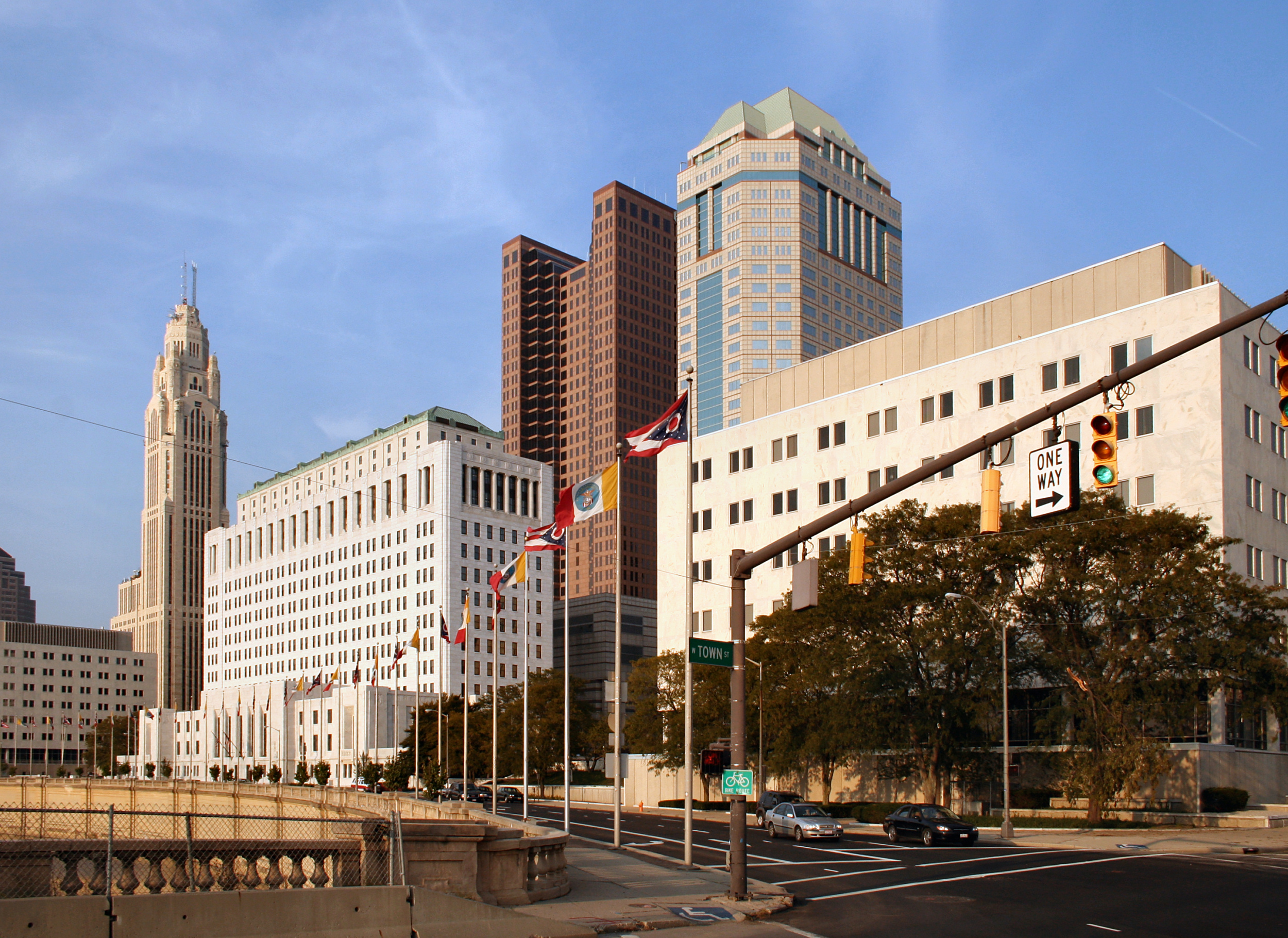
كولومبوس

كولومبوس هي مقر مقاطعة فرانكلين. كما توسعت المدينة وضمت أجزاء من مقاطعة ديلاوير ومقاطعة فيرفيلد المجاورتين. سميت المدينة على المستكشف كريستوفر كولومبوس، وتأسست في عام 1812 عند ملتقى نهري سسيوتو وأولنتانغي، وتولت مهام عاصمة الولاية في عام 1816.
المدينة بها اقتصاد متنوع على أساس التعليم والحكومة والتأمين والبنوك والدفاع والطيران والغذاء والملابس واللوجستيات والصلب والطاقة والبحوث الطبية والرعاية الصحية والضيافة وتجارة التجزئة والتكنولوجيا. كولومبوس هي موطن معهد باتيل التذكاري، أكبر مؤسسة بحث وتطوير خاصة في العالم؛ ومؤسسة المستخلصات الكيميائية، أكبر مركز لتبادل المعلومات الكيميائية في العالم؛ نيتجيتس، أكبر أسطول طائرات نفاثة في العالم؛ وجامعة ولاية أوهايو، إحدى أكبر الجامعات في الولايات المتحدة. وحتى عام 2013، كانت المدينة مقر خمس شركات في الولايات المتحدة من بين شركات فورتشين 500: الشركة الوطنية للتأمين المتبادل، الطاقة الكهربائية الأمريكية، إل براندز، بيغ لوتس، كاردينال هيلث. شركات خدمات المطاعم مثل ويندي، دوناتوس بيتزا، بوب إيفانز، ماكس أند إرما، وايت كاسل والشركات المعروفة على الصعيد الوطني مثل ريد روف إن، روغ للياقة البدنية، سيفلايت يقع مقرها أيضا في منطقة العاصمة.
في عام 2016، صنفت مجلة ماني ماغازين المدينة باعتبارها إحدى «أفضل ست مدن كبيرة»، ووصفتها بأنها الأفضل في الغرب الأوسط، مستشهدة بالقوى العاملة ذات التعليم العالي والنمو الجيد للأجور. في عام 2012، تم تصنيف كولومبوس بين أفضل خمسين مدينة في أمريكا من قبل بيزنسويك. في عام 2013، منحتها مجلة فوربس تصنيف "A" باعتبارها إحدى من أفضل المدن للأعمال التجارية في الولايات المتحدة،  وفي وقت لاحق من ذلك العام تم وضع المدينة على قائمة أفضل الأماكن للأعمال والمهن. كما تم تصنيف كولومبوس كمدينة التكنولوجيا رقم واحد في الأمة من قبل فوربس في عام 2008.

## التركيبة السكانية
قام مكتب تعداد الولايات المتحدة بتحديد بيانات التركيبة السكانية لكولومبوس في تعداد الولايات المتحدة. في ما يلي، التركيبة السكانية حسب تعدادي 2000 و 2010.

### تعداد عام 2000
بلغ عدد سكان كولومبوس 151 نسمة بحسب تعداد عام 2000، وبلغ عدد الأسر 83 أسرة وعدد العائلات 44 عائلة مقيمة في المدينة. في حين سجلت الكثافة السكانية 548.5 نسمة لكل ميل مربع (211.8/كم2). وبلغ عدد الوحدات السكنية 142 وحدة بمتوسط كثافة قدره 515.8 نسمة لكل ميل مربع (199.2/كم2).
وتوزع التركيب العرقي للمدينة بنسبة 98.68% من البيض و 0.66% من الأمريكيين ذوي الأصول الآسيوية و 0.66% من الأمريكيين الأفارقة.
بلغ عدد الأسر 83 أسرة كانت نسبة 12.0% منها لديها أطفال تحت سن الثامنة عشر تعيش معهم، وبلغت نسبة الأزواج القاطنين مع بعضهم البعض 45.8% من أصل المجموع الكلي للأسر، ونسبة 7.2% من الأسر كان لديها معيلات من الإناث دون وجود شريك، وكانت نسبة 45.8% من غير العائلات. تألفت نسبة 44.6% من أصل جميع الأسر من أفراد ونسبة 30.1% كانوا يعيش معهم شخص وحيد يبلغ من العمر 65 عاماً فما فوق. وبلغ متوسط حجم الأسرة المعيشية 2.49، أما متوسط حجم العائلات فبلغ 1.82.
بلغ العمر الوسطي للسكان 57 عاماً. وكانت نسبة 10.6% من القاطنين تحت سن الثامنة عشر، وكانت نسبة 2.0% بين الثامنة عشرة والأربعة وعشرين عاماً، ونسبة 19.9% كانت واقعةً في الفئة العمرية ما بين الخامسة والعشرين والأربعة وأربعين عاماً، ونسبة 32.5% كانت ما بين الخامسة والأربعين والرابعة والستين، ونسبة 35.1% كانت ضمن فئة الخامسة والستين عاماً فما فوق. يوجد لكل 100 أنثى 101.3 ذكر، ويوجد لكل 100 أنثى في الثامنة عشر من عمرها فما فوق 104.5 ذكر.
بلغ متوسط دخل الأسرة في المدينة 17,679 دولار، أما متوسط دخل العائلة فبلغ 26,667 دولار. وكان متوسط دخل الذكور 28,750 دولار مقابل 23,750 دولار للإناث. وسجل دخل الفرد الخاص بالمدينة 14,643 دولار.

### تعداد عام 2010
بلغ عدد سكان كولومبوس 787,033 نسمة بحسب تعداد عام 2010، وبلغ عدد الأسر 331,602 أسرة وعدد العائلات 176,037 عائلة مقيمة في المدينة. في حين سجلت الكثافة السكانية 3,624.0 نسمة لكل ميل مربع (1,399.2/كم2). وبلغ عدد الوحدات السكنية 370,965 وحدة بمتوسط كثافة قدره 1,708.2 لكل ميل مربع (659.5/كم2).
وتوزع التركيب العرقي للمدينة بنسبة 61.5% من البيض و 0.3% من الأمريكيين الأصليين و 4.1% من الأمريكيين ذوي الأصول الآسيوية و 0.1% من سكان جزر المحيط الهادئ و 28.0% من الأمريكيين الأفارقة و 3.3% من عرقين مختلطين أو أكثر.
```
وبلغت نسبة 
الأزواج
 القاطنين مع بعضهم البعض 32.0% من أصل المجموع الكلي للأسر، ونسبة 15.9% من الأسر كان لديها معيلات من الإناث دون وجود شريك، بينما كانت نسبة 5.1% من الأسر لديها معيلون من الذكور دون وجود شريكة وكانت نسبة 46.9% من غير العائلات. تألفت نسبة 35.1% من أصل جميع الأسر من أفراد ونسبة 7.2% كانوا يعيش معهم شخص وحيد يبلغ من العمر 65 عاماً فما فوق. وبلغ متوسط حجم الأسرة المعيشية 3.04، أما متوسط حجم العائلات فبلغ 2.31.
```

بلغ العمر الوسطي للسكان 31.2 عاماً. وكانت نسبة 23.2% من القاطنين تحت سن الثامنة عشر، وكانت نسبة 14% بين الثامنة عشرة والأربعة وعشرين عاماً، ونسبة 32.3% كانت واقعةً في الفئة العمرية ما بين الخامسة والعشرين والأربعة وأربعين عاماً، ونسبة 21.8% كانت ما بين الخامسة والأربعين والرابعة والستين، ونسبة 8.6% كانت ضمن فئة الخامسة والستين عاماً فما فوق. وتوزع التركيب الجنسي للسكان بنسبة 48.8% ذكور و51.2% إناث.

## وصلات خارجية
- الموقع الرسمي نسخة محفوظة 10 مايو 2006 على موقع واي باك مشين.